# Brechtje Kat
Brechtje Kat (Westzaan, 1982) is een Nederlandse actrice.

## Biografie
Brechtje Kat volgde na haar middelbare school een theateropleiding in Amsterdam en studeerde daarna verder als zangeres aan het Conservatorium in Alkmaar. Brechtje behaalde in 2009 haar diploma aan het Herman Teirlinck Instituut in Antwerpen afdeling Kleinkunst.
Naast haar theaterwerk is ze ook zangeres. Ze treedt op door het hele land met haar debuutvoorstelling "Vaarland!" in 2012. 
Sinds het voorjaar 2014 speelt Brechtje in de gevangenisserie Celblok H als bewaker. Het eerste seizoen bestond uit 10 afleveringen waarin Brechtje Kat alle afleveringen te zien is als 'Linda Muller'. Na de goede kijkcijfers besluit SBS nog 3 seizoenen van Celblok H uit te zenden waarin het personage 'Linda Muller' in alle afleveringen, 36 stuks totaal, te zien is.

## Filmografie
- Celblok H (televisieserie, 2014-2017)